# JAJC
Just Another Jabber Client is een chatprogramma voor Windows dat het protocol XMPP gebruikt. JAJC heeft veel weg van ICQ en is ontwikkeld in de programmeertaal Object Pascal.

## Functies
- Thema's om het uiterlijk van JAJC aan te passen
- Unicode-ondersteuning (berichten, oproepen, chatrooms)
- Gebruikers zoeken
- Gebruikersavatars
- Zwarte lijst om gebruikers te blokkeren
- Bestandsoverdrachten (met extra plug-in)
- PGP-ondersteuning (PGP 6.5 - 9.0.0)
- Jabber browsing[1]
- Proxyondersteuning (S4, S4A, S5 & HTTP)
- Pop-upwaarschuwingen
- SSL-ondersteuning (TLS/STARTTLS/SASL)